# Щегельська Тетяна Костянтинівна
Тетя́на Костянти́нівна Щеге́льська (26 серпня 1949, Амвросіївка, Донецька область) — українська письменниця, редактор і перекладач. Член Національної спілки письменників України, авторка семи книжок.

## Біографія
Тетяна Щегельська народилася в сім'ї службовців. З 1956 по 1966 рік навчалася в Слов'янській середній школі № 1 Донецької обл.
1972 р. закінчила факультет журналістики Київського державного університету імені Тараса Шевченка.
Працювала коректором, літредактором, кореспондентом відділу інформації в газеті «Сільські вісті». З 1982 р. — редактором, заступником директора видавництва «Радянський письменник».
Створила у видавництві відділ маркетингу та реклами, а також власну пряму систему зв'язків із книгорозповсюджувальними та книготорговельними організаціями, товариствами книголюбів, товариством «Знання», обласними ТУМ «Просвіта», навчальними закладами.
З 2009 року — редактор і перекладач у видавництві «Національний книжковий проект» — література українською мовою, дитяча, шкільна, енциклопедії, хрестоматії тощо.
Нині — провідний редактор збірника «Науковий вісник» Київського національного університету театру, кіно і телебачення імені Івана Карпенка-Карого.

## Творчість
Як літератор, Тетяна Щегельська (псевдонім — Тетяна Торецька) дебютувала 1987 року в альманасі «Вітрила».
1993 року вступила в Національну спілку письменників України. Має книги прози «Наш дім» (новели), «Паралельні світи» (роман та оповідання), книги віршів та прози для дітей («Защебетали щиглики», «Смикни за мотузочку», «Мишка їсти захотіла», «Похвалявся ховрашок», «Юльчине літо. Історії від кота Василія»). Перекладає з російської, білоруської та англійської мов.

## Твори
- «Наш дім» (новели) — 1989 рік, видавництво «Радянський письменник», ISBN 5-333-001198-7
- «Защебетали щиглики» — 2004 рік, видавництво «Ярославів Вал», ISBN 966-8135-22-4
- «Мишка їсти захотіла» — 2005 рік, видавництво «Щек», ISBN 978-966-2031-11-3
- «Смикни за мотузочку» — 2006 рік, видавництво «Щек», ISBN 966-2031-17-1
- «Паралельні світи» (роман і оповідання) — 2009 рік, видавництво «Щек», ISBN 978-966-2031-13-4
- «Похвалявся ховрашок» — 2012 рік, видавництво «Фенікс», ISBN 978-966-136-015-9
- «Юльчине літо. Історії від кота Василія» — 2015 рік, видавництво «Фенікс», ISBN 978-966-136-229-0

## Нагороди
У 2000 р. за особистий внесок у розвиток видавничо-поліграфічної справи та професіоналізм нагороджена Почесною грамотою Української асоціації виробників поліграфічної продукції.